# 肇州県
肇州県（ちょうしゅう-けん）は、中華人民共和国黒竜江省大慶市に位置する県。

## 歴史
金初、阿骨打が出河店（現在の肇源県茂興鎮南部の昂喇勒古城）で遼兵を破り金朝の基礎を築き、建国の後にこの地を「祖宗肇興」の地とした。1130年（天会8年）、金朝による州制施行に伴い肇州と命名された。
元代になると肇州万戸府が設置されたが、まもなく廃止されている。1906年（光緒32年）、清朝により肇州直隷庁が設置、中華民国が成立すると1913年（民国2年）に肇州県と改称された。

## 行政区画
6鎮、6郷を管轄：
- 鎮：肇州鎮、永楽鎮、豊楽鎮、朝陽溝鎮、興城鎮、二井鎮
- 郷：双発郷、托古郷、朝陽郷、永勝郷、楡樹郷、新福郷

## 交通

### 道路
- 高速道路
  - 大広高速道路
- 国道
  -  G203国道（中国語版）

## 健康・医療・衛生
- 肇州県人民医院
- 肇源県中医院